# Petlalcingo
Petlalcingo es una población del estado mexicano de Puebla, localizada al sur de la entidad y es cabecera municipal del municipio del mismo nombre. Forma parte de la región Mixteca Baja Poblana, Petlalcingo también es una entidad expulsora de mano de obra, principalmente a los Estados Unidos.

## Historia
La ciudad fue fundada en las faldas del cerro Petlalcingo por grupos mixtecos, pues allí se encontraba una extensa laguna. Los primeros pobladores la canalizaron hasta dejar el terreno en condiciones propicias para construir sus viviendas donde se localiza el poblado actual. En 1895 se erige en Municipio Libre.
Cronología de hechos históricos
1895 Se erige en municipio libre.

## Toponimia
Etimología: Petlalcingo deriva del nahuatl "petatl = estera/petate", "tzintli = expresión de diminutivo" y "co = preposición, en". "lugar de petatillos o lugar de petates finos". Sin dudas, el escudo hace referencia a la etimología de la toponimia.